# Gmina Pszczyna
Die Gmina Pszczyna [ˈpʃʧɨna] ist eine Stadt-und-Land-Gemeinde im Powiat Pszczyński der Woiwodschaft Schlesien in Polen. Sitz des Powiat und der Gemeinde ist die gleichnamige Stadt (deutsch Pless) mit etwa 25.800 Einwohnern.

## Geographie

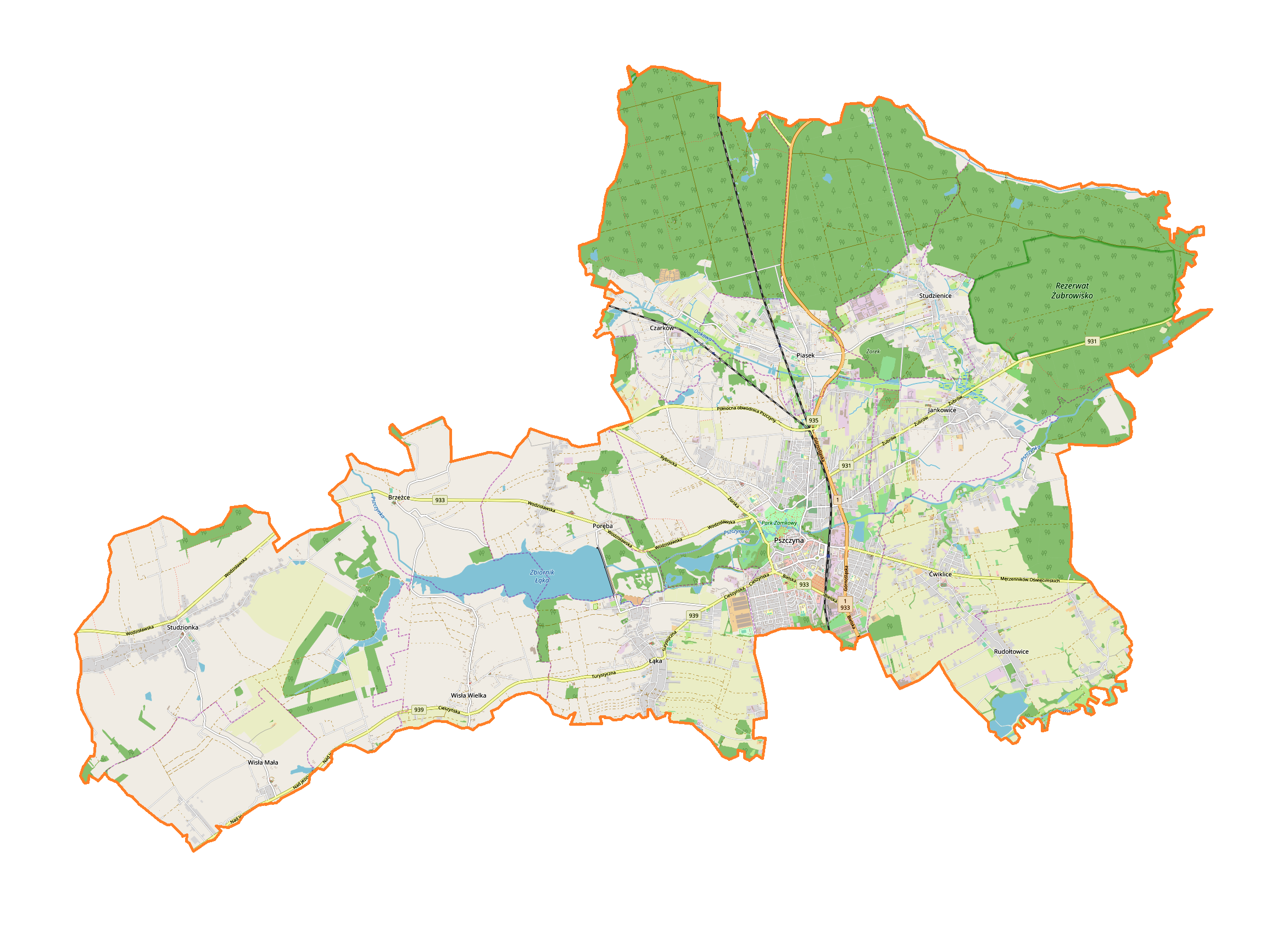
Karte der Gemeinde

Die Gemeinde liegt im Südosten der Woiwodschaft. Nachbargemeinden sind Suszec im Nordwesten, Kobiór im Norden, Bojszowy im Nordosten, Miedźna im Osten, Bestwina und Czechowice-Dziedzice im Südosten, Goczałkowice-Zdrój im Süden, Strumień im Südwesten und Pawłowice im Westen. Nach Katowice (Kattowitz) sind es etwa 30 Kilometer in nördlicher Richtung.
Die Landschaft gehört zum Auschwitzer Becken (Kotlina Oświęcimska). Südwestliche Gemeindegrenze ist das Ufer des Goczałkowice-Stausees. Die Weichsel fließt entlang der südöstlichen Gemeindegrenze. Die Pszczynka (Plessebach) wird westlich der Stadt zum Stausee Zbiornik Łąka aufgestaut. Die Gemeinde hat eine Fläche von 174 km², 56 Prozent werden land- und 29 forstwirtschaftlich genutzt.

## Geschichte
Die Landgemeinde Gmina Pszczyna–Wieś wurde 1954 in Gromadas aufgelöst, die 1973 zu den Nachbargemeinden kamen. Zwei Jahre später wurden die Gmina Wisła Wielka und die ehemalige Landgemeinde Goczałkowice-Zdrój (Goczalkowitz) mit Ćwiklice und Rudołtowice in die Stadtgemeinde eingemeindet, diese wurde auch als Wielka Pszczyna (Groß Pszczyna) bezeichnet.
Im Jahr 1977 wurden die Dörfer Wisła Wielka, Studzionka und Wisła Mała ausgemeindet und die Landgemeinde Pszczyna gegründet. Diese umfasste auch Czarków, Jankowice, Piasek und Studzienice, die von Nachbargemeinden kamen. Zum 1. Januar 1992 wurde der Kurort Goczałkowice-Zdrój aus der Stadt ausgemeindet und eine eigene Landgemeinde. Gleichzeitig wurden Stadt- und Landgemeinde zur Stadt-und-Land-Gemeinde Pszczyna zusammengelegt. Im Jahr 1998 wurden Brzeźce, Ćwiklice, Łąka, Poręba und Rudołtowice aus der Stadt ausgemeindet und eigene Schulzenämter.
Das Gebiet der Gemeinde kam 1945 zur ehemaligen Woiwodschaft Schlesien und 1950 zur Woiwodschaft Katowice (1953–1956 Woiwodschaft Stalinogrodzkie). Von 1975 bis 1998 wurde der Powiat aufgelöst und die Woiwodschaft im Zuschnitt verkleinert. Im Januar 1999 kam die Gemeinde zur Woiwodschaft Schlesien und der Powiat Pszczyński wurde wieder errichtet.

## Gliederung
Die Stadt-und-Land-Gemeinde Pszczyna umfasst die Stadt selbst und 12 Dörfer mit einem Schulzenamt (sołectwo; deutsche Namen amtlich bis 1945):
- Brzeźce (Brzestz), 1055 Einwohner
- Czarków (Czarkow), 1887 Einwohner
- Ćwiklice (Cwiklitz), 2621 Einwohner
- Jankowice (Jankowitz), 2606 Einwohner
- Łąka (Lonkau), 2792 Einwohner
- Piasek (Sandau), 3306 Einwohner
- Poręba (Poremba), 979 Einwohner
- Rudołtowice (Rudoltowitz), 1122 Einwohner
- Studzionka (Staude), 2199 Einwohner
- Studzienice (Studzienitz), 1667 Einwohner
- Wisła Mała (Deutsch Weichsel), 1328 Einwohner
- Wisła Wielka (Groß Weichsel), 2128 Einwohner

Weiler sind Grzybiarnia, Jankowice, Nowa Siągarnia und Osowiec.
Stadtteile sind Stare Miasto (Altstadt), Śródmieście (Innenstadt), Daszyńskiego, Osiedle Kępa, Kolonia Jasna, Piastów, Osiedle Piłsudskiego, Podstarzyniec, Polne Domy, Powstańców Śl., Siedlice und Stara Wieś (Altdorf). Zum Stadtgebiet gehört auch die ehemalige Landgemeinde Louisenhof.

## Verkehr
Die Landesstraße DK1 (Europastraße 75) durchzieht die Gemeinde von Süd nach Nord und führt von Bielsko-Biała über Tychy (Tichau) nach Częstochowa (Tschenstochau). Die kreuzende Woiwodschaftsstraße DW933 verläuft von Wodzisław Śląski (Loslau) nach Oświęcim (Auschwitz) und Chrzanów in der Woiwodschaft Kleinpolen. Die abzweigenden DW931, DW935 und DW939 führen nach Bieruń (Berun), Racibórz (Ratibor) und Zbytków (Zbitkau).
An der Bahnstrecke Katowice–Zwardoń bestehen der Bahnhof Pszczyna und die Station Piasek. An der abzweigenden Strecke nach Rybnik besteht die Station Pszczyna Czarków in Czarków.
Der nächste internationale Flughafen ist Katowice.